# Живопис Пахарі
Живопис Пахарі (дослівно «гірський живопис», від гінді pahar — «гора») — загальна назва шкіл індійського живопису, що походять з гірських районів Північної Індії 17-19 століть. Зокрема, ці школи включають школи Басохлі, Манкот, Нурпур, Чамба, Канґра, Ґулер, Малер і Ґархвал, переважно зображення зроблені у форму мініатюр.
Шлока Пахарі досягла розквіту протягом 17-19 століть на території від Джамму до Кумаону, у передгір'ях індійських Гімалаїв, з утворенням різноманітних фаріацій жанру, від яскравих зображень Басохлі з міста Басохлі, Джамму і Кашмір, до ліричних зображень Канґра, що стали синонімом стилю до розвитку інших течій та досягли розквіту у зображеннях Радхи і Крішни з творів Джаядева, таких як Ґіта-Ґовінда. Школа розвилася на основі могольського живопису під патронажем раджпутських правителів регіону. Відомими представниками цього живопису були брату Наінсух та Манаку.

## Галерея

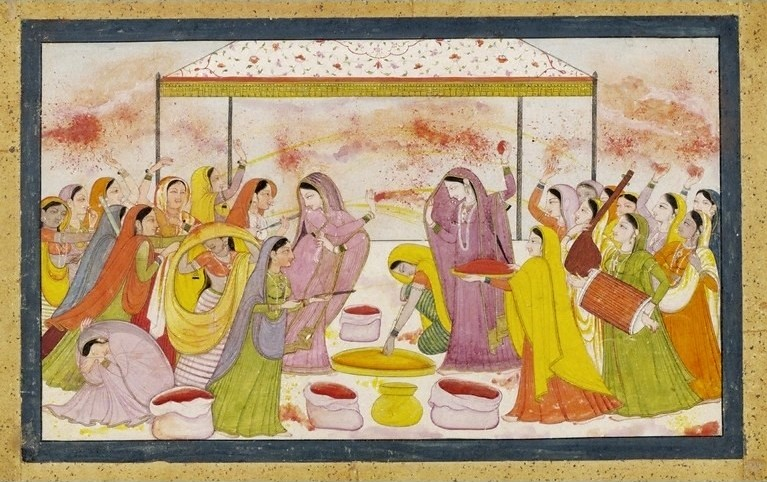
Радха святкує Холі, близько 1788 року.
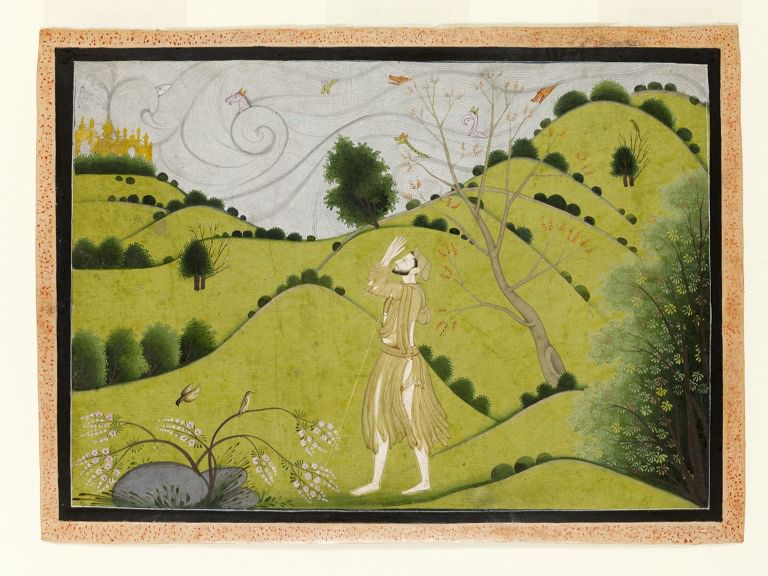
Судама преклоняється перед палацем Крішни у Дварці, близько 1775—1790 рокув.

## Література

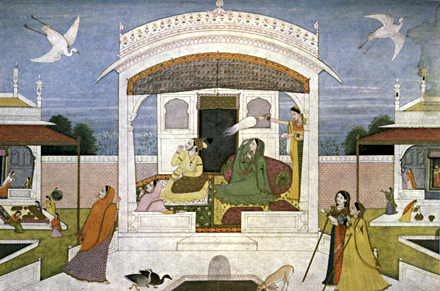
Теми Нала-Дамаянті, епізодів Махабхарати, в стилі Пахарі.